# ひろみtoゆみのちっちゃいふたり!
ひろみtoゆみのちっちゃいふたり!は、アキバ系BBチャンネルで毎週火曜日に配信されていたインターネットラジオ番組である。全99回。
2007年10月16日より、「ひろみtoゆみのちっちゃいふたりTheTV」となり動画にて配信された。月2回配信で全18回。

## パーソナリティ
- 綱掛裕美
- 志村由美

## 放送期間
- 『ひろみtoゆみのちっちゃいふたり!』：2005年10月4日 - 2007年10月23日（全99回）
- 『ひろみtoゆみのちっちゃいふたりTheTV』：2007年10月16日 - 2008年7月25日（全18回）

## コーナー
- ひろみとゆみのTOP声優への道

## ラジオ配信から動画配信へ
アキバ系BBチャンネルの中の番組で短期最終回を迎える番組が続出する中で、配信回数が3桁に迫る長寿番組。しかしながら99回に突如として最終回がコールされ、それに伴い若干のインターバルを置いた後に動画配信として復活する旨が発表される。
2007年10月より「 The TV 」として配信開始となり、比較的メディアへの露出が少ない二人を見られる番組として期待された。しかしながら内容からはラジオ配信の頃のパワーは薄れ、コーナー重視の内容により番組内でのリスナーのメール紹介が激減した。事実、メールの採用数を競うグランプリでは3 - 4位に名を連ねた常連が突然として下位に落ちている。また、頼みの綱のコーナーもグダグダ感が如実に現れ、動画としてのメリットがほとんど無いに等しく配信20回を待たず突然の最終回となる。　